# Vaison-la-Romaine
Vaison-la-Romaine település Franciaországban, Vaucluse megyében. Lakosainak száma 5920 fő (2022. január 1.). Vaison-la-Romaine Villedieu, Crestet, Séguret, Roaix, Buisson, Saint-Romain-en-Viennois és Saint-Marcellin-lès-Vaison községekkel határos.

## Népesség
A település népessége az elmúlt években az alábbi módon változott:
| Lakosok száma | 6089 | 6072 | 6211 | 5999 | 5953 | 5908 | 5892 | 5929 | 5920 |
|               | 2013 | 2015 | 2016 | 2017 | 2018 | 2019 | 2020 | 2021 | 2022 |